# Terry Scott
Terry Scott (Watford, 4 maggio 1927 – Godalming, 26 luglio 1994) è stato un attore britannico.

## Filmografia parziale
- La rapina più scassata del secolo (1966)
- Happy Ever After – serie TV, 42 episodi (1974-1979)